# 中野俊一郎
中野 俊一郎（なかの しゅんいちろう、1958年（昭和33年）5月23日 - ）は、日本の法学者。専門は、国際私法・仲裁法。神戸大学大学院法学研究科教授。大阪府出身。
父は、大阪大学名誉教授・元京都産業大学法科大学院教授・弁護士の中野貞一郎。

## 略歴
- 1958年 大阪府生まれ
- 1977年 東大寺学園高校卒業
- 1981年 神戸大学法学部卒業。株式会社商船三井勤務。
- 1985年 法学修士（神戸大学）。助手、助教授を経て
- 1996年 神戸大学法学部教授
- 2000年 神戸大学大学院法学研究科教授

## 著書
本間靖規＝中野俊一郎＝酒井一『国際民事手続法』（第2版）（有斐閣アルマ、2012年）